# Underworld (groupe)
Pour les articles homonymes, voir Underworld.
Underworld est un groupe britannique de musique électronique, originaire de Cardiff, au Pays de Galles. Le groupe est le principal projet collaboratif de Karl Hyde et Rick Smith.
Après s'être brièvement produit en tant que groupe de funk et de synthpop, ce qui donne lieu à deux albums entre 1988 et 1989, Underworld se fait connaître après s'être transformé en groupe de dance et de techno, publiant des albums tels que Dubnobasswithmyheadman (1994), Second Toughest in the Infants (1996) et Beaucoup Fish (1999), ainsi que les singles Born Slippy Nuxx et Dark and Long (Dark Train). Connu pour ses compositions atmosphériques et progressives, les paroles énigmatiques de Hyde et ses concerts dynamiques, Underworld a influencé un grand nombre d'artistes et a figuré dans des bandes-son de films et de programmes télévisés. 

## Histoire

### Freur et Underworld Mk1
À la fin des années 1970, Karl Hyde et Rick Smith forment un groupe à Cardiff, les Screen Gemz, influencé par Kraftwerk et le reggae,. Ils sont rejoints par le bassiste Alfie Thomas, le batteur Bryn Burrows et le claviériste John Warwicker pour former Freur. Le groupe signe chez CBS Records et sort Doot-Doot (1983). Freur se sépare en 1986 après le refus par CBS de sortir leur album suivant, Get Us out of Here, au Royaume-Uni.
En 1987, Hyde, Smith, Thomas, Burrows et le bassiste Baz Allen forment Underworld, nommé d'après le film d'horreur Transmutations (titre original : Underworld), sorti en 1983, dont la musique est composée par Freur. Underworld marque une étape majeure de la musique électronique dans les années 1990 par un mélange d'ancien et de neuf. Les deux hommes de tête du trio, le chanteur et guitariste Karl Hyde et le clavériste Rick Smith jouaient déjà au début des années 1980 dans la vague new wave. Ils s'étaient alors fait remarquer par le hit Doot-Doot, suivi de deux albums passés plutôt inaperçus à l'époque, sous le nom de Freur.
Après la dissolution de celui-ci naîtra Underworld en 1987, du nom original du film Transmutations (Underworld) dont Freur a composé la musique. Underneath the Radar et Change the Weather, les deux premiers albums du groupe, suivent la mouvance new wave et synthpop de Freur en y ajoutant une dose de funk et de rock, mais excepté pour la chanson titre Underneath the Radar, le succès ne sera pas au rendez-vous, et le groupe se séparera en 1990. Cette période du groupe sera plus tard considérée comme la phase « Mk1 » d'Underworld.

### Underworld Mk2 et premiers succès
Hyde et Smith font par la suite la connaissance d'un jeune DJ élevé au son de la trance et de la techno nommé Darren Emerson. Ensemble, ils forment Lemon Interupt et font paraître les singles Dirty (dont une version alternative nommée Dirty Epic figurera sur le futur premier album du trio) et Eclipse en 1992.
L'année suivante paraît Mmm...Skyscraper I Love You et voit également le retour du nom Underworld. Le succès du single convainc le trio de conserver ce nom et donne une certaine ligne directrice pour la suite. Ainsi, les morceaux dont la sonorité semblait trop pop furent abandonnés. Sur un son de transe urbaine distillé par Emerson, Hyde va poser sa voix murmurante et hautement retravaillée donnant une ambiance surréaliste.
Le premier album du trio, Dubnobasswithmyheadman sorti en 1994 sera un vrai succès, le groupe gagnant ainsi la possibilité d'une distribution en Amérique du Nord. Leur deuxième opus, Second Toughest in the Infants peaufinant un peu plus le style particulier du groupe sera, lui aussi, bien accueilli par le public. Il se vendra mieux que le premier album notamment grâce à la sortie dans le même temps du single Born Slippy, dont un des faces B, Born Slippy .NUXX'', apparaît sur la bande originale du film Trainspotting.
Beaucoup Fish, paru en 1999, et ayant notamment engendré les singles Moaner, Push Upstairs, Jumbo, King of Snake et Bruce Lee, sera le dernier album du groupe avec Emerson, qui quittera le groupe l'année suivante. C'est cette même année que paraît le live Everything, Everything (dont le titre est tiré des paroles de Cowgirl, grand succès du groupe en 1994), enregistré lors d'un concert à Bruxelles en mai 1999.

### DeOblivion with BellsàAudiology

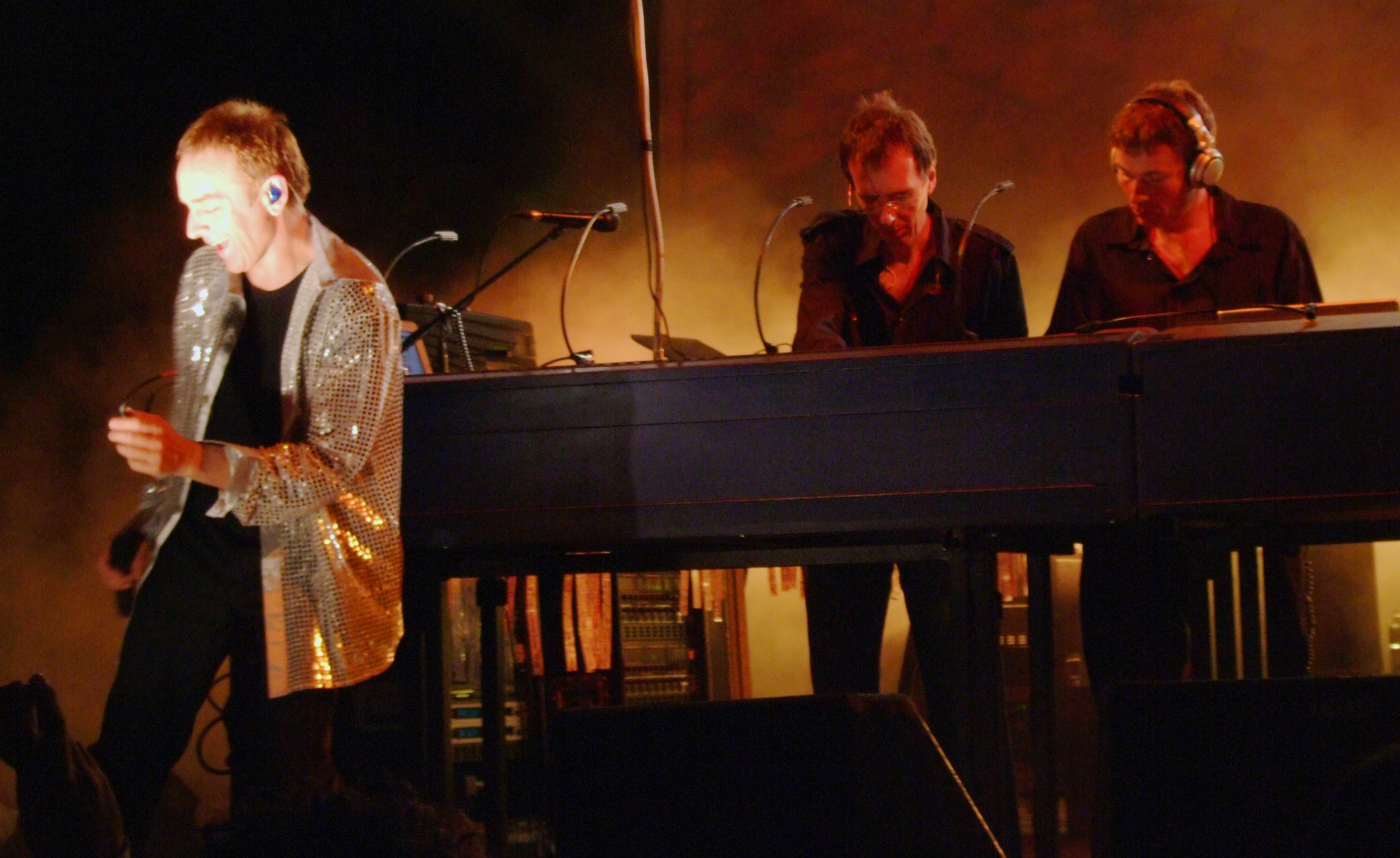
Underworld interprétant Jumbo à Central Park, New York, en 2007.

Le septième album studio d'Underworld, Oblivion with Bells, sort le 16 octobre 2007. Le premier single de l'album, Crocodile, sort le 5 septembre 2007. Le batteur de U2, Larry Mullen Jr., participe au morceau Boy, Boy, Boy. Underworld, en collaboration avec le compositeur John Murphy, a réalisé la bande originale du film Sunshine, réalisé par Danny Boyle, fin 2006. Bien plus d'un an après la sortie du film, la bande-son officielle sort sur iTunes le 25 novembre 2008.
Le 16 juin 2007, Underworld est contraint d'annuler son concert au festival Ejekt à Athènes, en Grèce. Une trentaine d'anarchistes grecs masqués prennent d'assaut le stade alors que les Beastie Boys s'y produisaient. Rick Smith est l'une des personnes blessées lors des violences qui ont suivi, et est transporté dans un hôpital d'Athènes pour y être soigné. Le 19 octobre 2007, Underworld annule les dates restantes de sa tournée européenne en raison d'une maladie au sein du groupe.
Le 13 mai 2010, le groupe publie un titre intitulé Scribble à télécharger sur son site web. Ce titre partage des éléments avec You Do Scribble, un morceau inédit qu'ils ont présentée à de nombreuses reprises depuis 2005 lors de leurs concerts. Le 14 mai, la version complète de Scribble est diffusée dans l'émission de radio de Pete Tong sur BBC Radio 1, déclarant qu'il s'agissait de la nouvelle chanson essentielle de la semaine.
En novembre 2011, Underworld annonce une double-compilation, intitulée A Collection and 1992–2012 Anthology.

### Rééditions et autres sorties
En 2014, le groupe annonce son intention de sortir des éditions remasterisées et améliorées de tous ses albums studio « dans les prochaines années ». Une édition améliorée de Dubnobasswithmyheadman sort le 6 octobre 2014 et le groupe fait une tournée pour soutenir l'album. Une édition améliorée de Second Toughest in the Infants sort le 20 novembre 2015. Quatre jours seulement après la réédition de Second Toughest, le 24 novembre, Underworld annonce un nouvel album (leur premier album studio en six ans) intitulé Barbara Barbara, We Face a Shining Future, sorti le 18 mars 2016. L'album est nommé aux Grammy Awards 2017 dans la catégorie « meilleur album dance/musique électronique », et fait l'objet d'une brève tournée européenne, qui s'étend ensuite aux États-Unis, au Japon et à l'Australie.

### Remixes etStrawberry Hotel
Le 27 mai 2021, une « édition 2021 » de Two Months Off sort. Plus tard dans l'année, le 28 octobre, une reprise de Drift 2 Dark Train, intitulée Dark and Long (Dark Train), sort. Exactement un an après la réédition de Two Months Off, Juanita 2022, un remix de Juanita sort.
Le 3 avril 2023, le premier single de Strawberry Hotel, And the Colour Red, sort. Plus tard dans l'année, le 1er décembre, le deuxième single, Denver Luna, sort, suivi d'un remix de la chanson par Kettama intitulé G-Town Euphoria (Luna) le 15 décembre. En 2024, le single Fen Violet, une collaboration avec Kettama, sort. Plus tard dans l'année, la sortie de l'album Strawberry Hotel est annoncée pour le 25 octobre 2024, en même temps que la sortie du troisième single, Black Poppies.

## Cinéma
Une grande partie de leur popularité sera due à leur apparition sur la bande-son du film Trainspotting de Danny Boyle en 1996 grâce au single Born Slippy .NUXX. Par la suite, Underworld ne cessera d'entretenir un lien avec le cinéma grâce à celui-ci, avec une autre apparition sonore sur son film La Plage avec le titre 8 Ball, dans Vanilla Sky le remake de Cameron Crowe avec le titre Rez et ira même jusqu'à coécrire le score de son film Sunshine avec John Murphy en 2007.
Moaner figurera sur la bande-son de Batman et Robin. Sur le même modèle de collaboration, Underworld, aidé de Gabriel Yared, composa peu avant la bande-son de Par effraction (Breaking and Entering) d'Anthony Minghella.

## Collaborations
Chaque album est accompagné d'une quantité importante de sorties annexes, regroupant remixes, mixes et autres, sur lesquelles on retrouve des participations d'artistes tels que Darren Price (proche collaborateur du groupe), Dave Clarke, Fatboy Slim, Adam Beyer, The Micronauts, et Paul Woolford. Ils ont aussi réalisé des remixes de nombreux autres artistes comme Depeche Mode, Björk, Massive Attack, Simply Red, Leftfield, The Chemical Brothers.
En 2014, le chanteur Karl Hyde collabore avec Brian Eno sur l'album Someday World.

## Membres

### Membres actuels
- Karl Hyde (en) (chant, mixes et guitare)
- Rick Smith (claviers, mixes, effets)

### Anciens membres
Entre 1990 et 2000, Darren Emerson occupait le poste de DJ avant de quitter le groupe en 2000. Durant les concerts de 2005 à 2016, il fut remplacé par Darren Price.

## Discographie

### Albums studio
- 1988 : Underneath the Radar
- 1989 : Change the Weather
- 1994 : dubnobasswithmyheadman
- 1996 : Second Toughest in the Infants
- 1999 : Beaucoup Fish
- 2002 : A Hundred Days Off
- 2007 : Oblivion with Bells
- 2010 : Barking
- 2016 : Barbara Barbara, We Face a Shining Future
- 2019 : Drift Series 1
- 2024 : Strawberry Hotel

### Albums live
- 2000 : Everything, Everything
- 2005 : Live in Tokyo 25th November 2005

### Bandes-son
- 2006 : Breaking and Entering: Music from the Film (pour le film Par effraction)
- 2008 : Sunshine: Music from the Motion Picture (pour le film Sunshine)
- 2011 : Frankenstein: Music from the Play (pour la pièce de théâtre Frankenstein)
- 2012 : Isles of Wonder: Music for the Opening Ceremony of the London 2012 Olympic Games (pour la cérémonie d'ouverture des Jeux olympiques d'été de 2012)

### Singles
- 2003 : 1992-2002
- 2008 : The Bells the Bells
- 2011 : 1992-2012 The Anthology
- 2011 : A Collection

### EP
- 2005 : Lovely Broken Thing
- 2005 : Pizza for Eggs
- 2006 : I'm a Big Sister, and I'm a Girl, and I'm a Princess, and This Is My Horse
- 2006 : The Misterons Mix